# Liste von Persönlichkeiten der Stadt Lucca
Diese Liste enthält in Lucca geborene Persönlichkeiten sowie solche, die in Lucca gewirkt haben, dabei jedoch andernorts geboren wurden. Die Liste erhebt keinen Anspruch auf Vollständigkeit.

## In Lucca geborene Persönlichkeiten

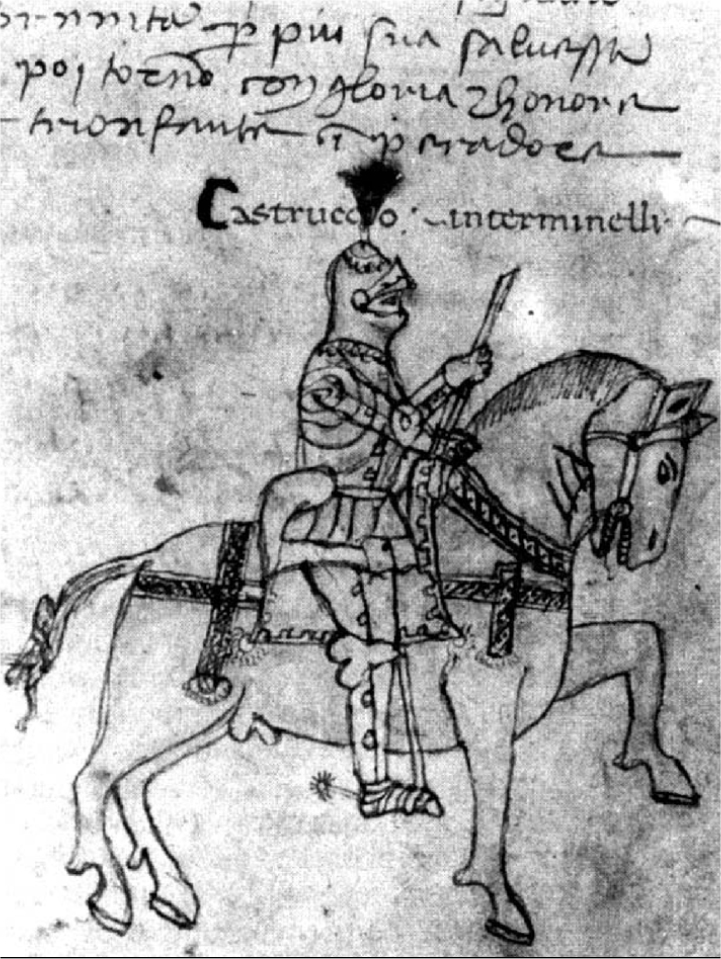
Castruccio Castracani

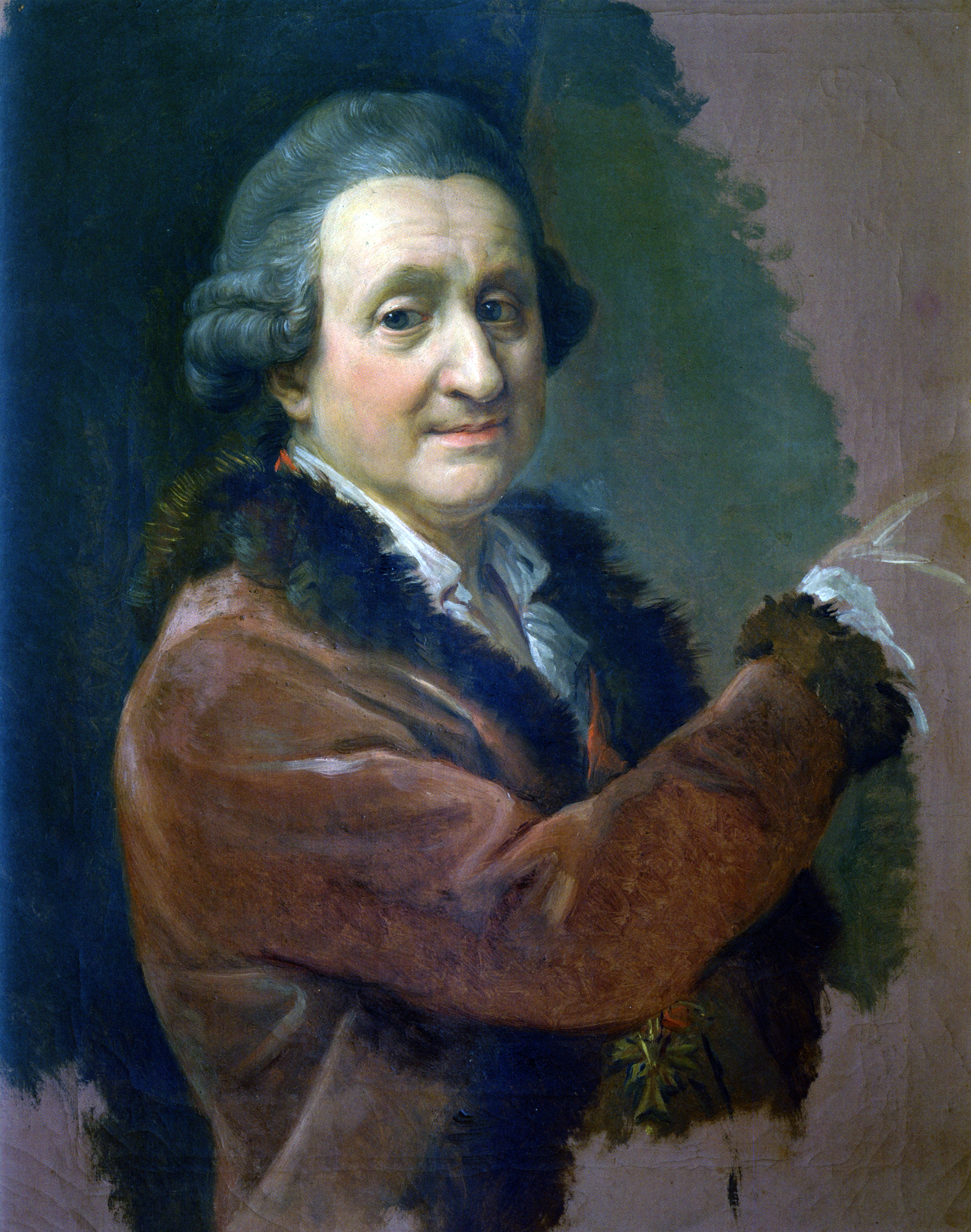
Pompeo Batoni

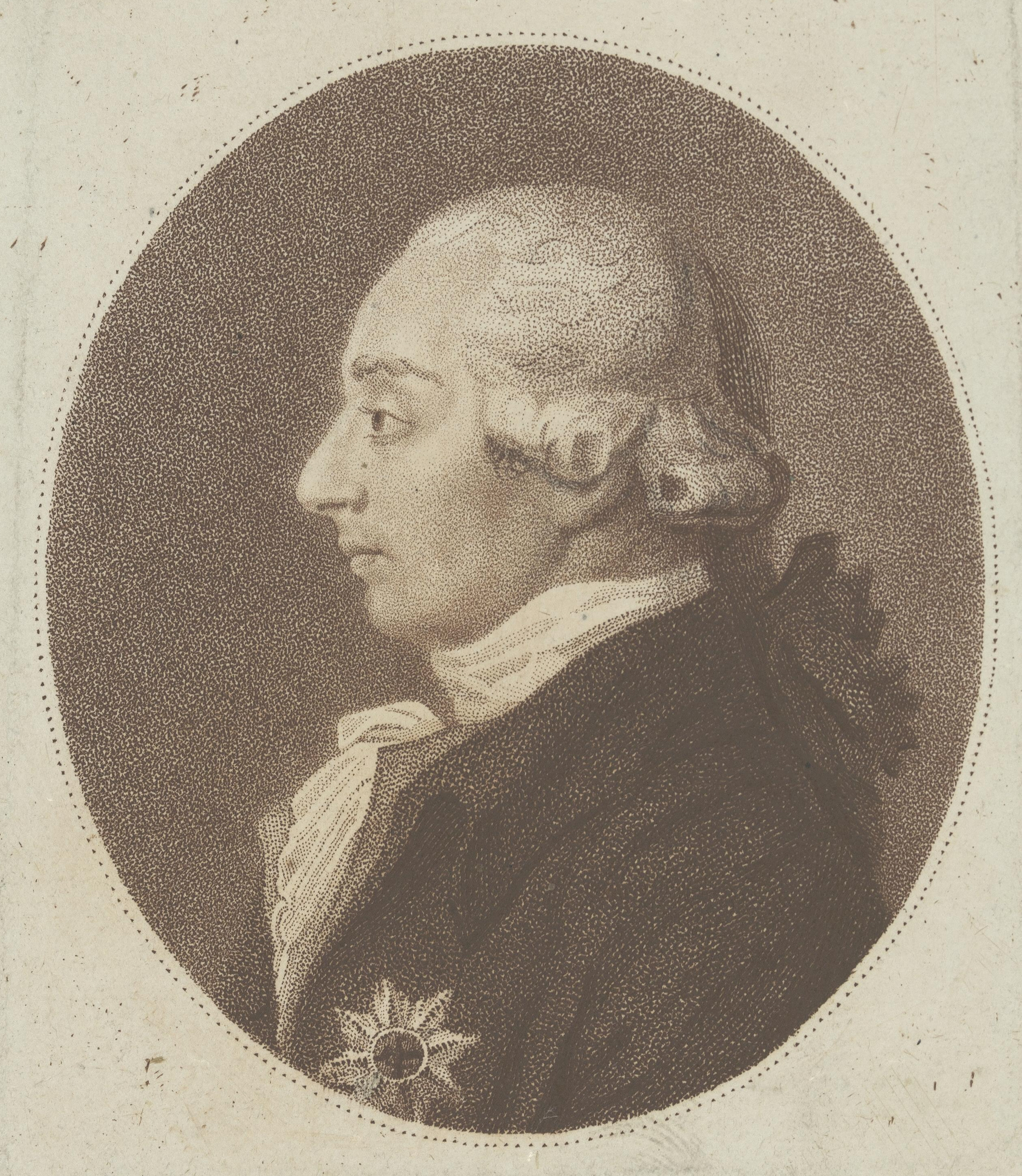
Girolamo Lucchesini

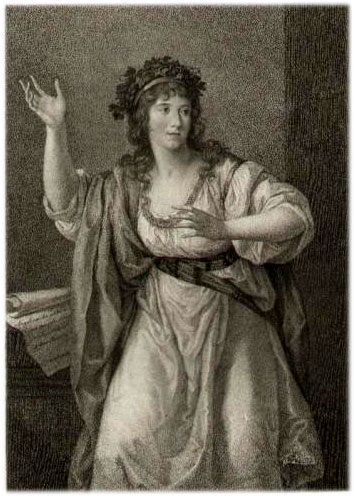
Teresa Bandettini

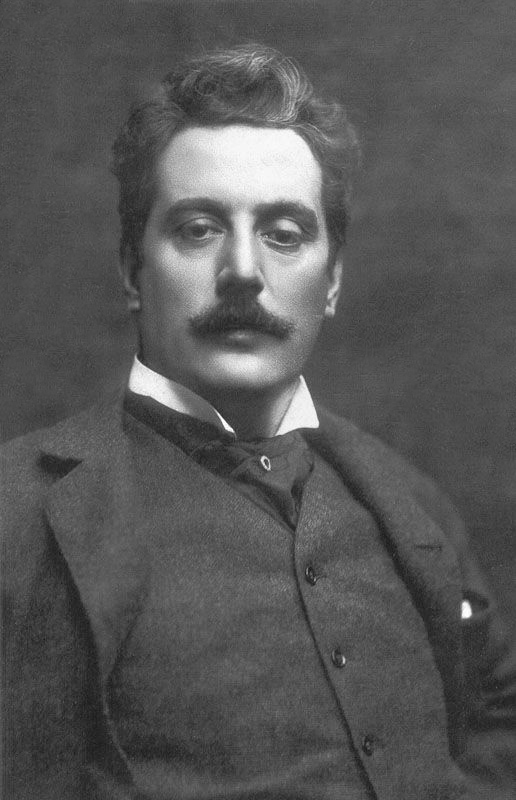
Giacomo Puccini

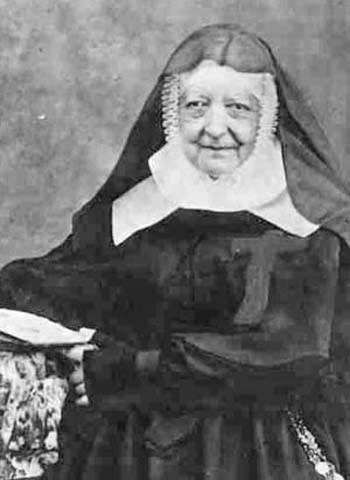
Maria Domenica Brun Barbantini

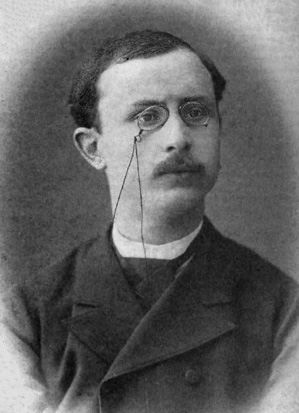
Mario Pieri

### Bis 1699
- Uberto Allucingoli (?–1185), Kardinal
- Lucius III. (1097–1185), Papst
- Ugo Borgognoni (1160/1180–1259), Arzt
- Teodorico Borgognoni (1205–1298), Dominikaner, Bischof und Chirurg
- Tolomeo da Lucca (1236–1327), Theologe und Historiker, Bischof von Torcello
- Castruccio Castracani (1281–1328), Herzog von Lucca
- Giovanni Sercambi (1348–1424), Schriftsteller und Staatsmann
- Bandello Bandelli (1350–1415), Kardinal
- Giovanni Arnolfini (≈1400–1472), Kaufmann
- Matteo Civitali (1436–1501), Bildhauer und Maler
- Bartolomeo Guidiccioni (1469–1549), Kardinal der römisch-katholischen Kirche
- Santi Pagnini (1470–1536), Bibelgelehrter
- Galeotto Franciotti della Rovere (1471–1507), Kardinal
- Michelangelo Anselmi (~1491/92–~1554/56), Maler und Freskant
- Simon Simonius (~1522–1602), Mediziner
- Giovanni Battista Castrucci (1541–1595), Kardinal
- Carlo Diodati (1541–1625), Patrizier und Kaufmann
- Gioseffo Guami (1542–1611), Organist und Komponist
- Cristofano Malvezzi (1547–1599), Organist und Komponist
- Bonviso Bonvisi (1551–1603), Erzbischof von Bari und Kardinal
- Horace Cardon (1565/66–1641), Buchdrucker
- Antonio Santini (1577–1662), Mathematiker und Astronom
- Francesco Buonamici (1596–1677), Architekt und Maler
- Pietro Ricchi (1606–1675), Maler
- Girolamo Buonvisi (1607–1677), Kardinal
- Francesco Sbarra (1611–1668), Dichter und Librettist
- Pietro Testa (1611–1650), Zeichner, Maler und Radierer
- Michelangelo Torcigliani (1618–1679), Dichter
- Domenico Martinelli (1650–1719), Architekt
- Giovanni Lorenzo Gregori (1663–1745), Violinist und Komponist
- Michelangelo Gasparini (≈1670–≈1732), Opernsänger und Komponist
- Francesco Geminiani (1687–1762), Komponist und Violinist
- Francesco Barsanti (1690–1770), Komponist, Oboist und Flötist
- Andrea Pacini (~1690–1764), Alt-Kastrat, Opernsänger und Komponist

### 1700–1899
- Pompeo Batoni (1708–1787), Maler
- Giovanni Battista Andreoni (1720–1797), Opernsänger
- Filippo Manfredi (1731–1777), Violinist und Komponist
- Lorenzo Cardella (1734–1822), Kleriker und Kirchenhistoriker
- Luigi Boccherini (1743–1805), Komponist und Cellist
- Giuseppe Puppo (1749–1827), Komponist und Dirigent
- Stefano Tofanelli (1750–1812), Maler
- Girolamo Lucchesini (1751–1825), Diplomat
- Giambattista Giusti (1758–1829), Ingenieur und Übersetzer
- Vincenzo Lunardi (1759–1806), Luftfahrtpionier und Diplomat
- Teresa Bandettini, bekannt als Amarilli Etrusca (1763–1837), Poetin und Tänzerin
- Domenico Puccini (1772–1815), Komponist
- Johann Malfatti (1775–1859), Mediziner
- Pietro Mechetti (1777–1850), Musikverleger
- Maria Casentini (≈1778–nach 1805), Tänzerin
- Maria Domenica Brun Barbantini (1789–1868), Ordensschwester und Ordensgründerin
- Felice Matteucci (1808–1887), Ingenieur und Erfinder
- Carlo Passaglia (1812–1887),  Theologe und Jesuit
- Michele Puccini (1813–1864), Komponist
- Domenico Bertini (1829–1890), Komponist
- Tatjana Jussupowa (1829–1879), russische Adlige und Hofdame
- Luigi Nerici (≈1831–1885), Komponist
- Helena Guerra (1835–1914), Ordensschwester und Ordensgründerin
- Raffaello Fornaciari (1837–1917), Romanist und Italianist
- Sebastiano Martinelli (1848–1918), Diplomat und Kurienkardinal
- Alfredo Catalani (1854–1893), Komponist
- Giacomo Puccini (1858–1924), Komponist
- Mario Pieri (1860–1913),  Mathematiker
- Giovanni Volpi (1860–1931), Bischof von Arezzo
- Giovanni Giorgi (1871–1950), Physiker und Mathematiker
- Ubaldo Diciotti (1878–1963), General
- Alfredo Volpi (1896–1988), Maler
- Renato Balestrero (1898–1948), Automobilrennfahrer

### Ab 1900
- Hobbes Dino Cecchini (1906–1986), Drehbuchautor und Filmregisseur
- Carlo Ludovico Ragghianti (1910–1987), Kunsthistoriker
- Vito Rocco Giustiniani (1916–1998), Romanist
- Leo Nomellini (1924–2000), US-amerikanischer American-Football-Spieler
- Cesare Marchetti (1927–2023), Physiker und Systemanalyst
- Mazzino Montinari (1928–1986), Historiker und Germanist
- Oriano Quilici (1929–1998), Bischof und Diplomat
- Edda Bresciani (1930–2020), Ägyptologin und Hochschullehrerin
- Ivan Della Mea (1940–2009), Liedermacher und Autor
- Giovanni Tommaso (* 1941), Jazzmusiker
- Marcello Pera (* 1943), Politiker
- Mansueto Bianchi (1949–2016), Bischof von Pistoia
- Fausto Tardelli (* 1951), Bischof von Pistoia und Pescia
- Stefano Adabbo (* 1956), Chorleiter, Dirigent, Komponist, Pianist und Musikpädagoge
- Stefania Giannini (* 1960), Universitätsprofessorin und Politikerin
- Federico De Robertis (* 1962), Filmkomponist und Musiker
- Silvano Benedetti (* 1965), Fußballspieler
- Fabio Pammolli (* 1965), Wirtschaftswissenschaftler
- Stefano Della Santa (* 1967), Radrennfahrer
- Rolando Ferri (* 1968), Altphilologe und Universitätsprofessor
- Piero Frassi (* 1971), Jazzmusiker
- Michela Fanini (1973–1994), Radsportlerin
- Gianluca Fulvetti (* 1973), Historiker
- Caterina Klusemann (* 1973), deutsche Filmregisseurin und Dokumentarfilmerin
- Eros Riccio (* 1977), Fernschachspieler
- Gabriele Del Grande (* 1982), Journalist, Schriftsteller und Menschenrechtler
- Francesco Tomei (* 1985), Radrennfahrer
- Luna Carocci (* 1988), Volleyballspielerin
- Beatrice Venezi (* 1990), Dirigentin, Pianistin und Komponistin
- Daniele Rugani (* 1994), Fußballspieler
- Jessica Pieri (* 1997), Tennisspielerin
- Riccardo Pera (* 1999), Autorennfahrer

### Berühmte Einwohner von Lucca
- Paulinus von Antiochia (?–67 n. Chr.), Bischof und Märtyrer
- Frediano von Lucca (≈520–588), Heiliger
- Bonifatius II. von Lucca (788–847), Markgraf von Tuscia
- Alexander II. (≈1010/1015–1073), Papst
- Barone Berlinghieri (13. Jhdt.), Maler
- Bonaventura Berlinghieri (13. Jhdt.), Maler
- Bonagiunta Orbicciani (13. Jhdt.), Dichter
- Reiner Solenander (1524–1601), Arzt
- Gemma Galgani (1878–1903), Heilige und Mystikerin